# 索伊爾恩峰

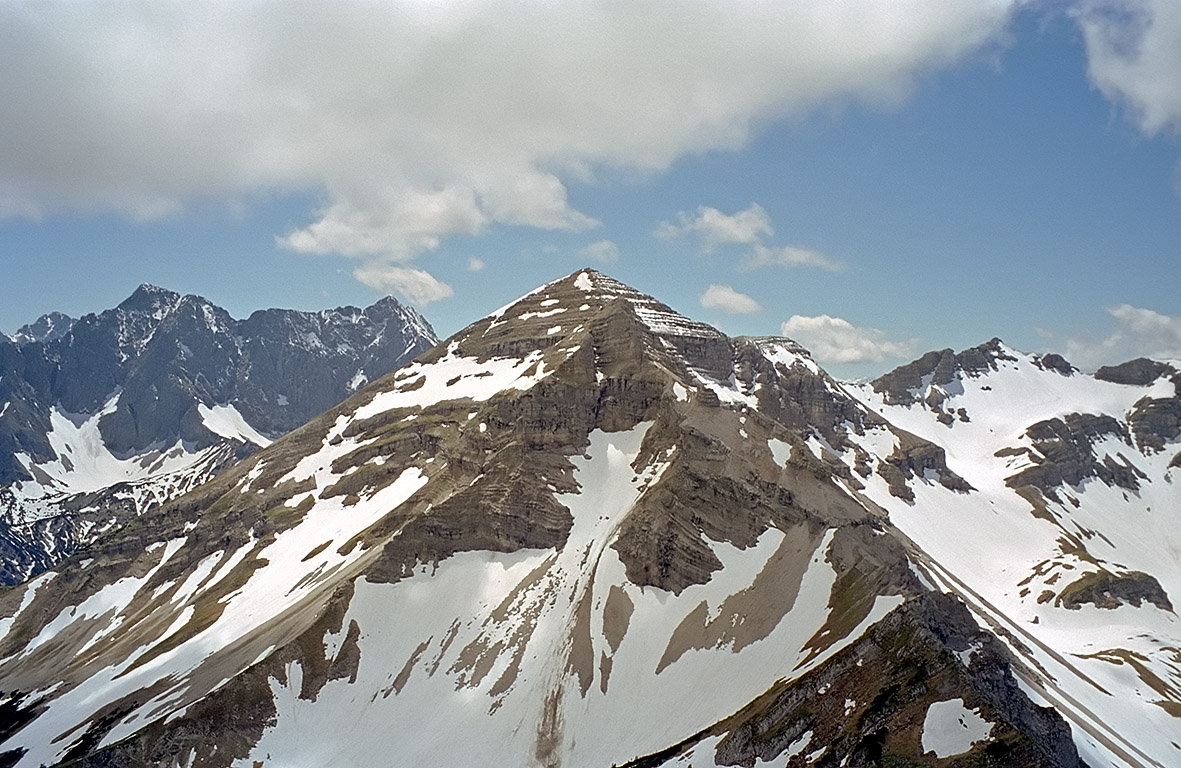

47°28′55″N 11°21′27″E / 47.48194°N 11.3575°E
索伊爾恩峰（德語：Soiernspitze），是德國的山峰，位於該國南部，由巴伐利亞負責管轄，屬於卡爾文德爾山脈的一部分，海拔高度2,257米，每年平均降雨量1,666毫米。